# Elevazione (liturgia)
L'elevazione (dal verbo latino elevare) è un gesto rituale presente nella liturgia di svariate confessioni cristiane. Durante la messa, divina liturgia o servizio eucaristico, al momento dell'elevazione il pane e il calice con il vino vengono sollevati con le mani e mostrati pubblicamente.

## Chiesa cattolico-romana
Nei riti latini della Chiesa cattolico-romana il vescovo o presbitero celebrante pronuncia le parole del racconto dell'istituzione dell'eucaristia (che nella teologia occidentale costituiscono la formula di consacrazione del pane e del vino) e mostra ai fedeli il Corpo e il Sangue di Cristo, fermandosi per alcuni secondi e tenendo le specie eucaristiche con entrambe le mani sollevate in alto; compie poi una genuflessione di adorazione. L'elevazione è talvolta segnalata dal suono del campanello.

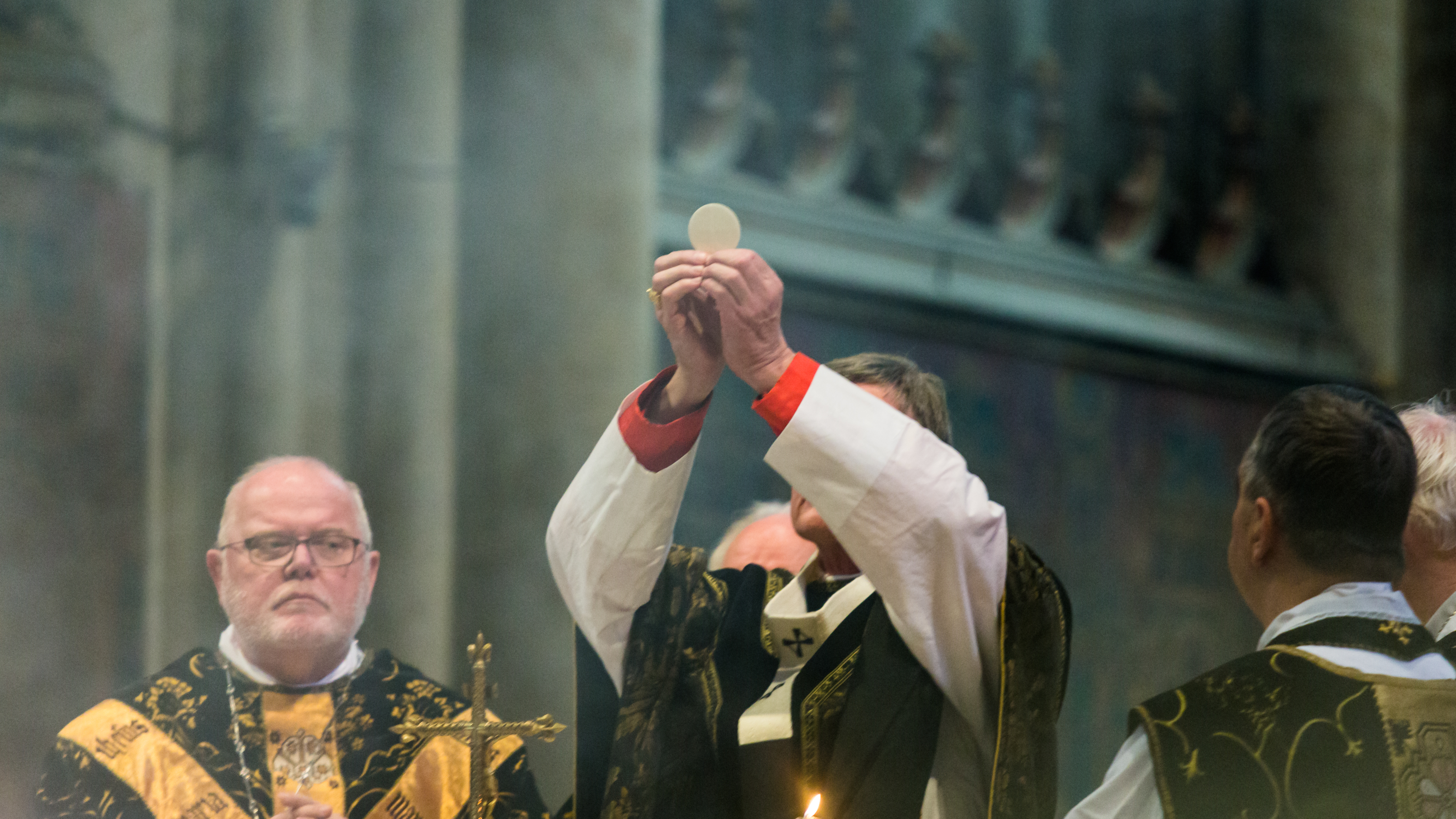
Elevazione del pane
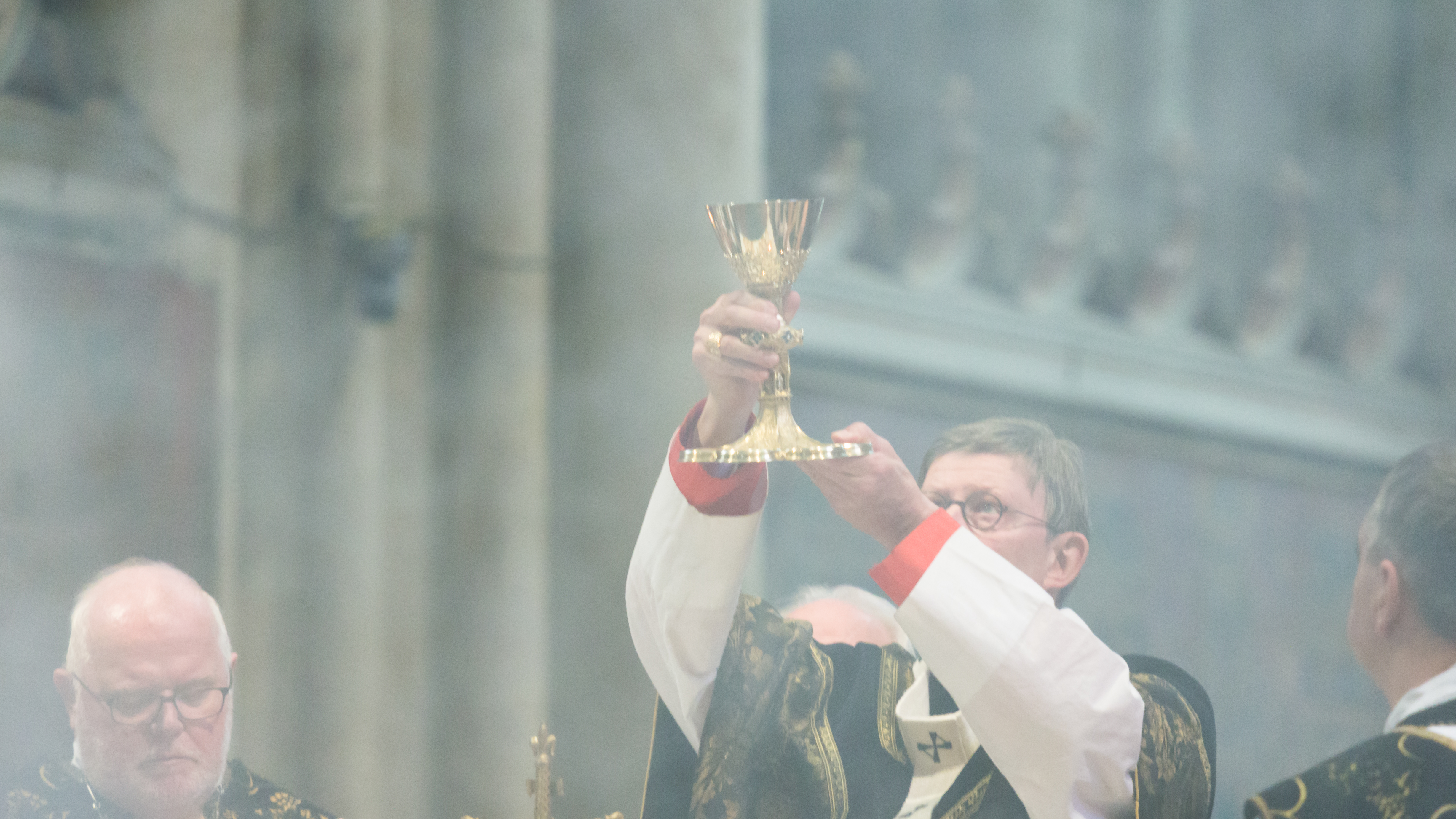
Elevazione del calice

In realtà, le "elevazioni" degli elementi utilizzati nel rito eucaristico sono più di una. Il celebrante compie  una prima elevazione già durante la preparazione dei doni. Anche durante la dossologia che conclude la preghiera eucaristica il vescovo o prete, eventualmente assistito dal diacono, eleverà le due specie eucaristiche. Di nuovo, poi, il celebrante eleva e mostra l'ostia (spezzata durante il canto dell'Agnus Dei), pronunciando le parole: "Ecco l'Agnello di Dio, che toglie i peccati del mondo", che riprendono le parole rivolte a Cristo da san Giovanni il Battista in Giovanni 1,29.
L'elevazione delle specie eucaristiche durante il racconto dell'istituzione è soltanto un'aggiunta medievale alla liturgia romana (infatti non esiste nel rito bizantino e negli altri riti orientali). Apparsa per la prima volta in Europa settentrionale nel medioevo centrale, fu accettata a Roma solo a partire dal XIV secolo.
La prima testimonianza storica dell'elevazione dell'ostia è un decreto del vescovo Oddone di Sully (1196-1208), che andava incontro alla devozione dei fedeli, che desideravano vedere fisicamente le specie eucaristiche anche se magari poi non si accostavano alla comunione. L'elevazione del calice, invece, fu più tardiva ed ebbe una diffusione più lenta, tanto che, per esempio, non si affermò mai nell'Ordine certosino. Le genuflessioni che accompagnano le elevazioni comparvero ancora più tardi e vennero ufficialmente integrate soltanto nel messale romano promulgato da papa Pio V nel 1570.
Da numerose testimonianze storiche del Basso Medioevo risulta che sovente il popolo dei fedeli, che a quel tempo spesso aveva una conoscenza assai scarsa del senso della liturgia cristiana, entrava in chiesa solo per assistere all'elevazione. Poiché le messe venivano spesso celebrate su più altari, non era raro che i fedeli si recassero da un altare all'altro per guardare l'ostia. L'osservazione delle specie eucaristiche aveva sostituito la comunione vera e propria (era la cosiddetta "comunione degli occhi"). Il campanello fu introdotto proprio per consentire l'ingresso dei fedeli al momento dell'elevazione o per richiamare la loro attenzione. Secondo David Aers:
Nel timore di vedere il pubblico adorare l'ostia prima della sua consacrazione, i vescovi del XIII secolo ne vietarono l'elevazione prima che il celebrante avesse terminato di pronunciare la formula consacratoria. L'elevazione dell'ostia al cospetto dei fedeli, subito dopo la consacrazione, voleva essere segno dell'avvenuta transustanziazione del pane, in opposizione a quanti affermavano che la transustanziazione di entrambe le specie avesse luogo contemporaneamente, ma soltanto quando si terminava di pronunciare la formula consacratoria del vino.
Secondo le rubriche anteriori alla riforma liturgica attualmente in vigore, l'elevazione doveva avvenire al di sopra della testa del celebrante, "nel punto più alto che egli riusciva a raggiungere". Fino al 1955 era consuetudine che durante la Celebrazione della Passione del Signore, il Venerdì santo, il celebrante tenesse l'ostia con la mano destra e la patena con la mano sinistra.
L'ostensione del Santissimo Sacramento è, di fatto, una forma di elevazione che consente l'adorazione eucaristica prolungata anche dopo la fine della messa.

### La "candela di consacrazione"
Fino alla riforma liturgica del rito romano, al momento dell'elevazione sul lato dell'altare chiamato "corno dell'epistola", era prevista l'accensione di un cero detto "candela di elevazione", "candela di consacrazione" o "candela santa". In pratica, ad eccezione dei monasteri e di certe occasioni, questa pratica cadde in disuso finché papa Giovanni XXIII ne decretò l'abolizione dal messale romano.
La giustificazione della presenza di una candela al momento dell'elevazione poteva essere quella di consentire al pubblico di vedere chiaramente l'ostia. Per lo stesso motivo, si poneva dietro all'altare una cortina scura perché risaltasse meglio il colore bianco candido dell'ostia.
Le miniature del Medioevo mostravano spesso un chierichetto che sollevava l'abito del sacerdote per consentire una maggiore elevazione dell'ostia, mentre reggeva un cero collocato in una lunga asta che portava la fiamma alla stessa altezza alla quale il celebrante elevava l'ostia.

## Veterocattolicesimo
Nella Chiesa vetero-cattolica il celebrante eleva le particole presenti sulla patena; in seguito, eleva il calice con il vino consacrato. Il campanello, inizialmente utilizzato anche dai veterocattolici, è caduto gradualmente in disuso.
Dopo la frazione del pane e la recita dell'Agnus Dei, il celebrante eleva di nuovo il pane, per le parole di invito alla comunione, alle quali i fedeli rispondono con le stesse in uso nella chiesa cattolico-romana: «O Signore, non sono degno di partecipare alla tua mensa, ma di' soltanto una parola e io sarò salvato».

## Chiesa anglicana
L'elevazione è praticata anche nella Chiesa d'Inghilterra, ma non in quella di Scozia (che peraltro non è anglicana, bensì riformata).

## Chiese luterane
Martin Lutero considerava l'elevazione come un'indicazione visibile della presenza reale di Gesù Cristo durante la celebrazione del sacramento. Tuttavia, già al tempo delle 95 tesi di Wittenberg, l'elevazione era stata rifiutata da Johannes Bugenhagen e Gabriel Zwilling, senza un'ulteriore opposizione da parte di Lutero, secondo il quale era un rito che poteva anche essere omesso. Anzi, egli si oppose alla reintroduzione dell'elevazione laddove era stata abolita.
L'elevazione restò in vigore in un certo numero di chiese luterane. Nella liturgia luterana della santa cena il pastore eleva il Corpo e il Sangue di Cristo dopo aver pronunciato le parole relative alle due specie. Durante il canto dell'Agnus Dei l'ostia viene spezzata e prima della distribuzione della comunione il celebrante eleva il calice e l'ostia: rivolgendosi all'assemblea, durante l'elevazione pronuncia le seguenti parole: "Ecco l'Agnello di Dio, che toglie il peccato del mondo".

## Chiese riformate
Nelle chiese riformate (di tradizione calvinista o zwingliana), l'elevazione è considerata una pratica superstiziosa, priva di fondamento evangelico, e quindi non è presente nel culto di santa cena.